# Felip de Camps i de Subirats
Felip de Camps i de Subirats   (Barcelona, 20 de gener de 1928 - 18 de febrer de 2010), IV Marquès de Camps i III Baró d'Algerri, fou un noble català, fill de Jordi de Camps i de Casanova.

## Biografia
Era llicenciat en Dret, Maestrant de Ronda, Cavaller del Real Cos de la Noblesa de Catalunya i Cavaller d'Honor i Devoció de la S.O.M. de Malta. Va tenir cura del patrimoni familiar i vivia la meitat de l'any a la seva casa pairal de Salt, el mas Ribot. La resta de l'any vivia a Barcelona.
El 8 de gener dle 1953 es va casar amb María Eugenia Galobart i de Satrústegui (1928-), amb qui va tenir cinc fills: Jordi de Camps i Galobart (1954-), Joan Carles (1955-), Joan Ramon (1958-), Maria Eugènia (1958-) i Felip Estanislau (1962-). Va morir a Barcelona el 12 de febrer del 2010, les exèquies es van celebrar al tanatori de Sant Gervasi i va ser enterrat en el panteó familiar, al cementiri de Girona.
L'any 1991 va cedir en dipòsit a l'Ajuntament de Salt el seu arxiu patrimonial i històric, que es remunta al segle xiii i que conté important documentació de la història de Salt. Entre la documentació hi consta un pergamí amb el Privilegi atorgat per la reina Maria, lloctinent del rei Alfons el Magnànim, en favor dels habitants de Salt el 15 de gener de 1449.